# Ferenc Salamon
Ferenc Salamon (Budapest, 11 novembre 1988) è un pallanuotista ungherese.

## Palmarès

### Club
- Campionato ungherese: 2

Eger: 2013, 2014
- Coppa d'Ungheria: 1

Honved: 2009-10